# 本輪西站
本輪西站（日语：／ Moto-Wanishi eki */?）是北海道旅客鐵道室蘭本線及日本貨物鐵道的一個鐵路車站，位於日本北海道室蘭市，車站編號為H33，現時為無人站，亦只有普通列車停靠。站名與位於對岸、屬支線部份的輪西站相近，有稱本站的所在位置才是原來稱作「輪西」的地方，所以便冠以「本輪西」（原來的輪西）的名稱。
日本貨物鐵路在此設有原為ENEOS室蘭事業所運送石油製品的專用列車及軌道，前往札幌貨物總站內的「日本石油總站」但2014年5月29日起已停止行駛。在島式月台的南端仍保留了多條的側線。

## 車站構造

### 站房

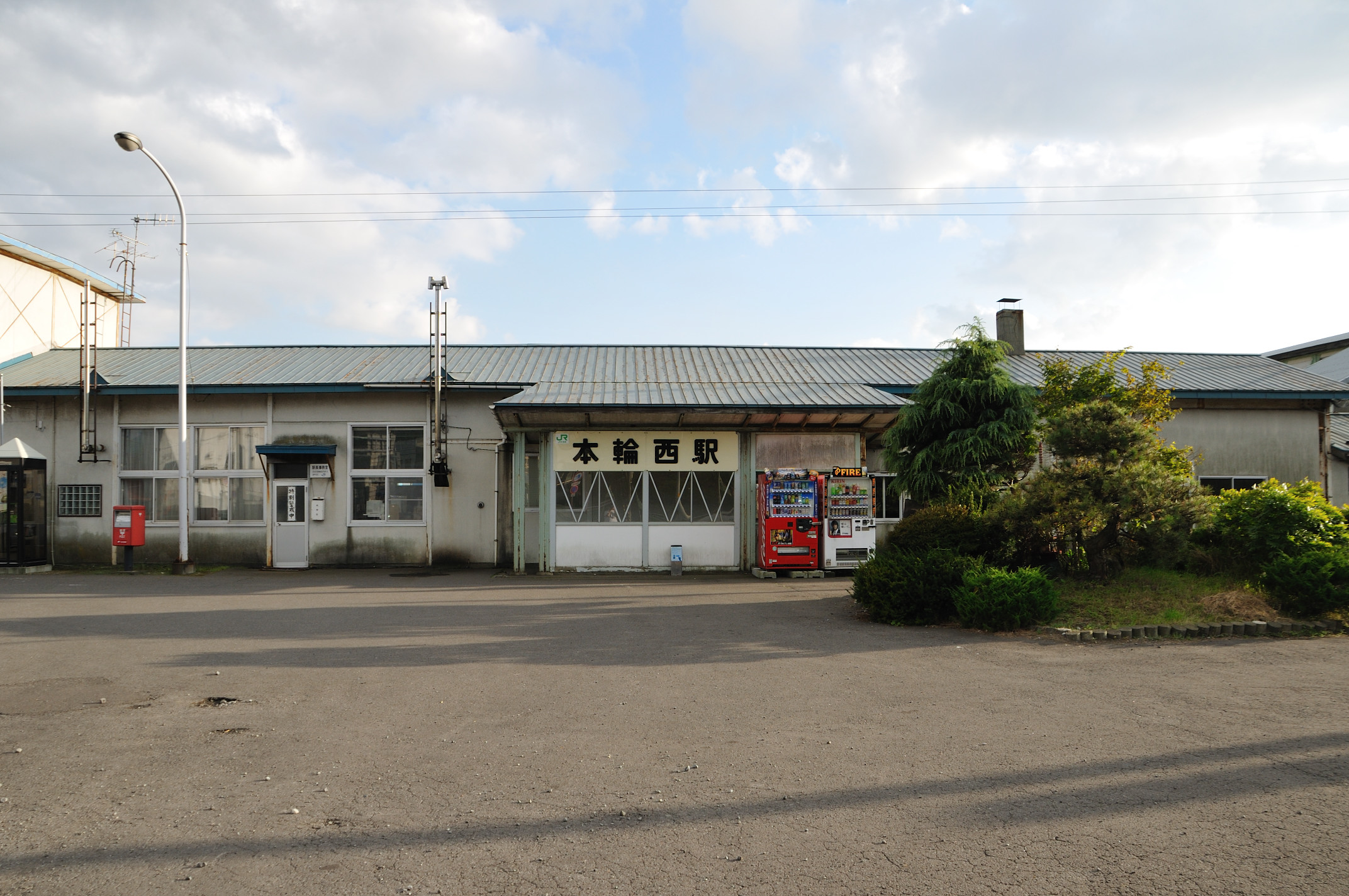
原來的本輪西站站房（2009年9月）

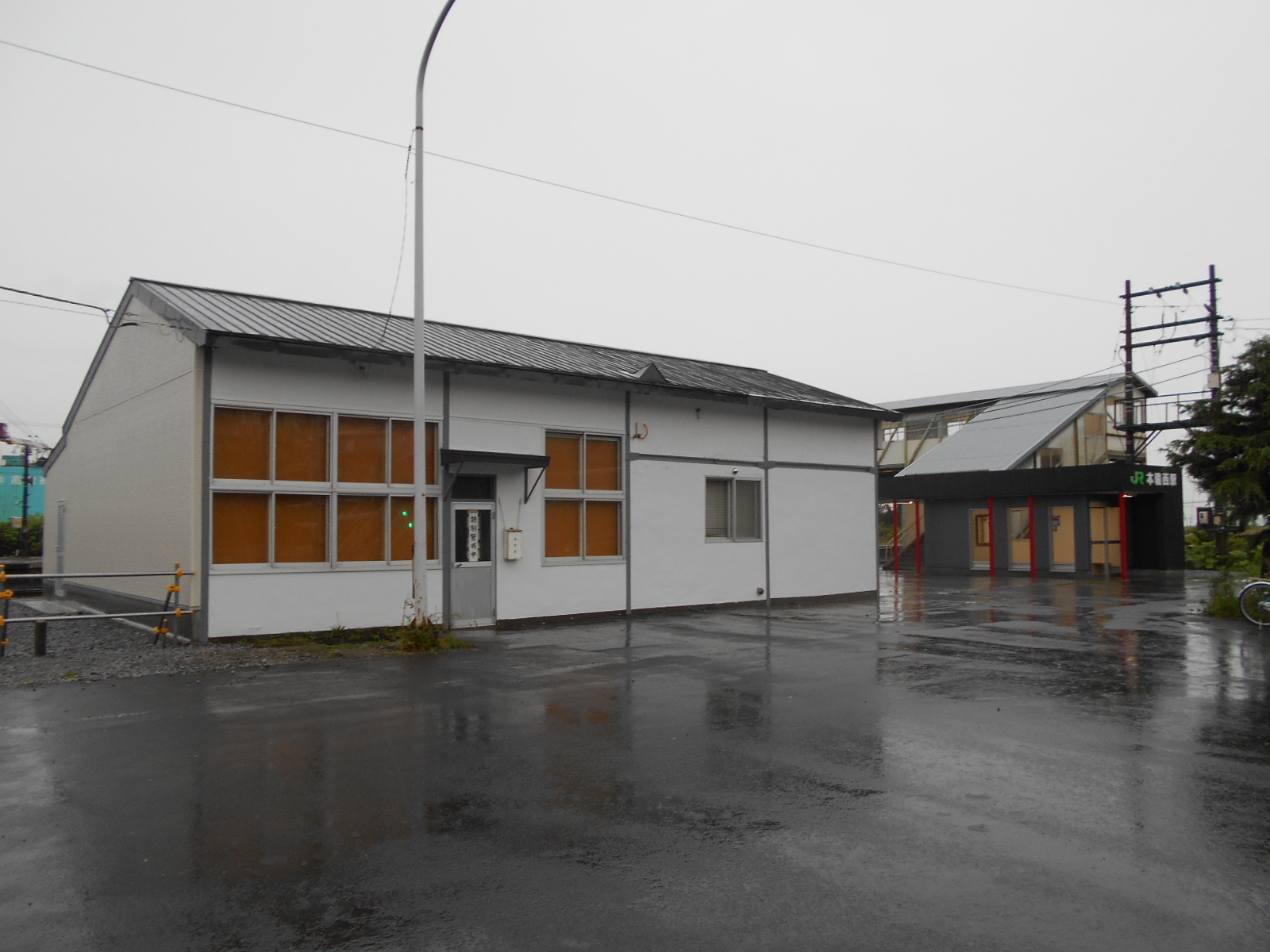
簡易化後拆剩的原站房（2015年6月）

現時使用中的為簡易式站房，是在拆卸後的舊站房用地上重建的，採用組合屋式的組裝方法，為缺角式設計。三邊採用較多的全落地玻璃窗及趙門以增加採光度及提高安全感，最後一邊（右側）放置了候車座椅，並設有天窗。乘客也可不需要經過簡易站房，直接從站房旁邊經過後再沿行人天橋前往候車月台。
站房左側則為獲保留的舊站房站務室的部份，現時作內部用途。

### 月台
設有島式月台1座，長度達230米，但現時只使用中央部份、靠近步行天橋口及附有約15米長的上蓋的位置停靠。至於兩邊外側、過往用作石油列車停靠的側軌則仍然保留至今。
不設月台編號，只以目的地作為月台指示。而且，月台上除了近中央樓梯口的15米上蓋外，便再沒有任何其他車站設施設置。
| 月台     | 路線       | 方向 | 目的地                   |
| -------- | ---------- | ---- | ------------------------ |
| 靠近站房 | ■ 室蘭本線 | 下行 | 東室蘭、登別、苫小牧方向 |
| 遠離站房 | ■ 室蘭本線 | 上行 | 洞爺、豐浦、長萬部方向   |

## 歷史
- 1925年8月20日：鐵道省下設的新站開業。
- 1929年10月17日：本輪西碼頭建設第1期工事竣工，並舖設了3km的專用線。設有碼頭專用蒸氣火車頭2台及5噸起重機2座。[1]
- 1938年8月：路基拆去改矮工程完結，先前由於路軌建於6米高的築堤上，令貨物提取出現了困難[2]
- 1956年12月：室蘭製油所專用線開始使用。
- 1957年：站房改建，並擴展站內規模。
- 1959年3月18日：設置跨線行人天橋。
- 1972年7月1日：除專用線發着列車外，取消其餘的貨物提取服務。
- 1984年：

- 2月1日：手提行李提取服務取消。
- 4月1日：業務委託化。

- 1987年4月1日：國鐵分割民營化，車站管理權改由JR北海道及JR貨物承繼。
- 2011年4月1日：廢除業務委託化。無人站化。
- 2014年5月30日：取消所有貨運列車。
- 2015年3月18日：新的簡易式站房開始使用。

## 相鄰車站
北海道旅客鐵道
■室蘭本線
■特急「北斗」
通過
■普通列車
崎守 (H34) - 陣屋町（貨物站） - 本輪西 (H33) - 東室蘭 (H32)

## 外部連結
- JR北海道本輪西站網頁。 （页面存档备份，存于）（日語）